# Emanuel Emegha
Emanuel Emegha (Den Haag, 3 februari 2003) is een Nederlands voetballer van Nigeriaanse afkomst die doorgaans als aanvaller speelt.

## Carrière
Emanuel Emegha speelde in de jeugd van VV WIK en KRSV Vredenburch en Sparta Rotterdam, waar hij in 2020 een contract voor drie jaar tekende. Op 2 februari 2020 debuteerde hij voor Jong Sparta in de Tweede divisie in de met 3-1 gewonnen thuiswedstrijd tegen de Koninklijke HFC. In zijn tweede wedstrijd voor Jong Sparta, de met 2-0 gewonnen thuiswedstrijd tegen De Treffers, scoorde hij zijn eerste doelpunt en leverde hij een assist. Op 13 september 2020 debuteerde hij in het eerste elftal van Sparta Rotterdam in de met 0-1 verloren thuiswedstrijd tegen AFC Ajax. Hij kwam na de rust in het veld voor Deroy Duarte. 
In januari 2022 ging hij naar Royal Antwerp FC. Bij deze club kreeg Emegha in het halve seizoen dat hij voor de club speelde zeer weinig speeltijd.
In de zomer van 2022 vertrok hij naar Sturm Graz. Bij zijn debuut in de Europa League, 8 september 2022, scoorde hij de enige en winnende goal tegen FC Midtjylland. In Oostenrijkse dienst was hij goed voor tien doelpunten en vijf assists in 36 officiële wedstrijden.
In de zomer van 2023 trad hij in dienst van RC Strasbourg. Seizoen 2024/25 verliep goed voor Emegha.

### Statistieken
| Seizoen | Club                            | Land           | Competitie      | Competitie | Competitie | Beker | Beker | Europees | Europees | Totaal | Totaal |
| Seizoen | Club                            | Land           | Competitie      | Wed.       | Dlp.       | Wed.  | Dlp.  | Wed.     | Dlp.     | Wed.   | Dlp.   |
| ------- | ------------------------------- | -------------- | --------------- | ---------- | ---------- | ----- | ----- | -------- | -------- | ------ | ------ |
| 2019/20 | Jong Sparta Rotterdam           | Nederland      | Tweede divisie  | 2          | 1          | –     | –     | –        | –        | 2      | 1      |
| 2020/21 | Jong Sparta Rotterdam           | Nederland      | Tweede divisie  | 3          | 0          | –     | –     | –        | –        | 3      | 0      |
| 2020/21 | Sparta Rotterdam                | Nederland      | Eredivisie      | 17         | 1          | 1     | 0     | –        | –        | 18     | 1      |
| 2021/22 | Sparta Rotterdam                | Nederland      | Eredivisie      | 19         | 2          | 2     | 0     | –        | –        | 21     | 2      |
| 2021/22 | Royal Antwerp FC                | België         | Eerste klasse A | 1          | 0          | 0     | 0     | –        | –        | 1      | 0      |
| 2022/23 | SK Sturm Graz                   | Oostenrijk     | Bundesliga      | 27         | 9          | 4     | 0     | 5        | 1        | 36     | 10     |
| 2023/24 | Strasbourg                      | Frankrijk      | Ligue 1         | 28         | 8          | 3     | 1     | –        | –        | 31     | 9      |
| 2024/25 | Strasbourg                      | Frankrijk      | Ligue 1         | 3          | 2          | 0     | 0     | –        | –        | 3      | 2      |
|         | Carrièretotaal                  | Carrièretotaal | Carrièretotaal  | 101        | 23         | 10    | 1     | 5        | 1        | 116    | 25     |
|         | Bijgewerkt op 10 september 2024 |                |                 |            |            |       |       |          |          |        |        |